# Китагути, Акира
Акира Китагути (яп. 北口 晃, род. 8 марта 1935, Осака) — японский футболист.

## Клубная карьера
На протяжении своей футбольной карьеры выступал за клуб «Mitsubishi Heavy Industries».

## Карьера в сборной
С 1958 по 1959 год сыграл за национальную сборную Японии 10 матчей, в которых забил один гол. Также участвовал в Олимпийских играх 1956 года.

### Статистика за сборную
| Сборная Японии | Сборная Японии | Сборная Японии |
| Год            | Матчи          | Голы           |
| -------------- | -------------- | -------------- |
| 1958           | 3              | 1              |
| 1959           | 7              | 0              |
| Итого          | 10             | 1              |